# Врежий
Врежи́й (фр. Vregille) — коммуна во Франции, находится в регионе Франш-Конте. Департамент — Верхняя Сона. Входит в состав кантона Марне. Округ коммуны — Везуль.
Код INSEE коммуны — 70578.

## География
Коммуна расположена приблизительно в 320 км к юго-востоку от Парижа, в 13 км северо-западнее Безансона, в 39 км к юго-западу от Везуля.
Вдоль южной границы коммуны протекает река Оньон.

## Население
Население коммуны на 2010 год составляло 173 человека.
| 1962 | 1968 | 1975 | 1982 | 1990 | 1999 | 2010 |
| ---- | ---- | ---- | ---- | ---- | ---- | ---- |
| 67   | 72   | 72   | 103  | 149  | 140  | 173  |

## Экономика
В 2010 году среди 114 человек трудоспособного возраста (15—64 лет) 87 были экономически активными, 27 — неактивными (показатель активности — 76,3 %, в 1999 году было 71,0 %). Из 87 активных жителей работали 77 человек (44 мужчины и 33 женщины), безработных было 10 (4 мужчины и 6 женщин). Среди 27 неактивных 8 человек были учениками или студентами, 11 — пенсионерами, 8 были неактивными по другим причинам.

## Достопримечательности
- Замок Врежий[фр.] (1729 год). Исторический памятник с 2001 года[3]